# Balassagyarmati felkelés
A balassagyarmati felkelés avagy a csehkiverés 1919. január 29-én zajló, jórészt utcai harc volt a Balassagyarmatot elfoglaló csehszlovák erők és a felkelt városi polgárok, valamint az utóbbiakat támogató magyar katonák között.
Az első világháborút követően a Felvidékre bevonuló Cseh Légió egy különítménye 1919. január 15-én az Ipoly folyót átlépve megszállták Balassagyarmatot, amivel együtt ellenőrizésük alá vonták a stratégiai fontosságú Ipolyság–Balassagyarmat és Balassagyarmat–Losonc-vasútvonalakat. A megszállás során elfoglalták a vasútállomást, a postát és a laktanyát, élükre cseh tiszteket neveztek ki. Továbbá az állomás magyar nyelvű feliratát lecserélték cseh nyelvűre és Rákóczi István főispán helyére Bazovszky Lajos zsupánt ültették. A megszállók intézkedései a magyar lakosság felháborodását váltotta ki, akik megkezdték az ellenállás szervezését. A fegyveres felkelés megszervezéséhez Bajatz Rudolf és Vizy Zsigmond századosokat kérték fel.
A katonasággal kiegészült balassagyarmati polgárok január 29-én hajnalban indítottak támadást a csehek által birtokolt épületek ellen. A harc az Ipoly kis hídjának és a vasútállomás elfoglalásával kezdődött, majd a csapatok a laktanyát kezdték ostromolni. A felkelés legnagyobb küzdelmei ekkor zajlottak, melyek alatt több ember, köztük a cseh parancsnok, Augustin Lauka is életét vesztette. A kezdeti sikeres támadás ellenére a rohamozók visszavonulni kényszerültek. A laktanyát végül az iglói géppuskások segítségével foglalták el a délutáni órákban, ezzel pedig az egész város felszabadult. Balassagyarmat felszabadulásának hírére Nógrád vármegye több településén is támadást indítottak a demarkációs vonalat átlépő cseh egységek ellen.
A város felszabadulásának emlékére a képviselő-testület már 1920-ban határozatot hozott a megünnepléséről, 1922-ben pedig emléktáblát is állítottak a felkelők tiszteletére, melyet Horthy Miklós kormányzó avatott fel. A szocializmus alatt, az 1940-es évek végétől a rendszerváltásig nem lehetett megünnepelni a felkelést, a január 29-ei városnapot pedig csupán 1998-ban állították vissza, amivel együtt a város felvette a Civitas Fortissima (Legbátrabb Város) címet. 2005-ben Urbán Árpád javaslatára az Országgyűlés emléktörvényben hivatalosan is Balassagyarmatnak adományozta a Civitas Fortissima címet.

## Előzmények
Az első világháború lezárása után, 1918 októberében megalakult a Cseh-szlovák Nemzeti Tanács, majd novemberben Prágában a Nemzetgyűlés kikiáltotta a független Csehszlovák Köztársaságot. Még az új állam létrejöttét megelőzően, 1918. november 2-án a 25. császári és királyi morva ezred egy százada bevonult a Nyitra vármegyei Holicsra és Szakolcára azzal az indokkal, hogy a közrendet helyreállítsák. Az ezt követő két hónap alatt megszállás alá került az egész Felvidék. Nógrád térségében eredetileg az Ipoly folyó mentén jelölte ki az antant a demarkációs vonalat, azonban 1919 elején Edvard Beneš csehszlovák külügyminiszter már Vácot, Miskolcot, a salgótarjáni szénmedencét is meg akarta szerezni Csehszlovákia számára. Eleinte a behatoló csehszlovák erőket a magyar honvédek szétkergették, azonban a Károlyi-kormány támogatásának hiányában sorra omlottak össze ezek az ellenállások, köztük a Szmrecsányi György által vezetett mozgalom is, melyhez Pozsony, Komárom, Esztergom, Nyitra, Bars és Nógrád vármegyék több száz települése csatlakozott. Továbbá Károlyi Mihály magyar miniszterelnök a harcok beszüntetését rendelte el és tiltakozó jegyzék erejében bízott a csehszlovák előrevonulás ellen.
A csehszlovákok terjeszkedésének egyik jelentősebb pontja Balassagyarmat elfoglalása lett volna, ugyanis a kelet–nyugati irányban hosszan elnyúló Csehszlovákia társadalmai és gazdasági vérkeringését csak vasúton biztosíthatták. Balassagyarmat pedig ekkor egy jelentős vasúti csomópontnak számított, hiszen a várost érintette az Ipolyság–Balassagyarmat és az Aszód–Balassagyarmat–Losonc-vasútvonalak, melyek nagy része Felvidék megszállása után is magyar területen futottak. Tovább fokozta a város jelentőségét Salgótarjánhoz és annak szénmedencéjének való közelsége. Salgótarján mind a csehszlovák, mind a magyar kormány számára stratégiailag kulcsfontosságú területnek számított, hiszen Magyarország szénigényének nagy részét ez a szénmező szolgálta ki. Korábban, 1918 decemberében Balassagyarmat csak azért nem került a demarkációs vonal csehszlovák oldalára, mivel Beneš túl kicsi térképen jelölte be a területi igényeket, és elkerülte a figyelmét, hogy a vasút ezen a szakaszon áttér az Ipoly bal partjára.

### A város csehszlovák megszállása
Ma hajnalban 4 órakor a csehek Visk felől átjöttek az Ipoly folyón, tehát az Ipolyságon túl átlépték a demarkatiós vonalat.
A csehszlovák erők 1919. január 3-án vonultak be Nógrád vármegye egyik jelentős városába, Losoncra, majd két héttel később a szomszédos Hont vármegye székhelyét, Ipolyságot is megszállták. A csehszlovák előretörést Balassagyarmaton a városba menekülő magyar vasutasoktól tudták meg, azonban ez idő alatt Nógrád több városában anarchikus állapotok uralkodtak. Salgótarjánban bolsevik vezetők a tömeget felhasználva zavargást robbantottak ki, melyet a városba érkező iglói géppuskások sortüze oszlatott fel. Balassagyarmaton ellentétes politikai erők zilálták szét a város közéletét, ezzel lehetetlenné téve az ellenállás megszervezését.
A városban a szociáldemokraták küzdelmet folytattak az ellenállás tilalmát szorgalmazó Rákóczi István főispánnal szemben a hatalom birtoklásáért és a fegyveres ellenállás szervezéséért. Tisztviselők és katonák Vizy Zsigmond százados vezetésével a Székely Hadosztály mintájára egy „Palóc dandár” megszervezését javasolták, azonban a javaslat ellenállásba ütközött. Az ellenállást titokban szervezők körében Wilson amerikai elnökre hivatkozva, a kassai Tót Népköztársaság példáját követve egy Palóc Köztársaság kikiáltásával kívántak elszakadni a pacifista Károlyi-kormánytól és elkerülni a megszállást. A városban továbbra is a békepártiak gyakorolták a vezetést, ezért január 14-én a képviselő-testület kivonult a vasútállomásra a csehszlovákok fogadására és biztosítani a megszállás békés lemenetelét, azonban a megszállás ekkor elmaradt.
1919. január 15-én a csehszlovák katonaság több ponton átlépte a demarkációs vonalat jelentő Ipolyt, majd elfoglalták Ipolyságot, Drégelypalánkot és az Ipoly-menti vasútvonalat. Ezt követően egy alig negyvenfős különítmény bevonult Balassagyarmatra, és elfoglalták a vasútállomást, a postát, a laktanyát, valamint a vasúttól délre fekvő Süvítő-telep százméteres sávját. A megszállást követően a nemzetőröket lefegyverezték, az itt állomásozó magyar csapatokat pedig távozásra kényszerítették. Délutánra már ki is küldték az első cseh nyelvű körözvényeket a vasúti távírókon. A történésekre reagálva a hadügyminisztérium a megszállók kivonását követelte az antant magyarországi megbízottjánál, Fernand Vix alezredesnél, aki ígéretet tett a közbenjárásra.

### A város a csehszlovák megszállás alatt
A megszállást követően a városba érkező cseh vezetők érzékeltették a lakossággal, hogy Balassagyarmatot Csehszlovákia részének tekintik. Az új rendszert csupán a helyi szlovák kisebbség támogatta, a lakosság nagy része azonban elfogadhatatlannak tartotta a megszállást. Ez idő alatt elkezdték a várost átalakítani a megszállók rendszere szerint: Eltávolították a vasútállomás magyar nyelvű feliratait, nem engedték be a városba a Budapestről érkező újságokat és vonatokat, így az utóbbiaknak Szügyben kellett visszafordulniuk. Január 25-én a megszálló hatalom lemondatta Rákóczi István főispánt, és helyére Bazovszky Lajos zsupán, korábbi losonci ügyvéd érkezett a városba, hogy átvegye az elfoglalt területek fölött az irányítást. Bazovszky Balassagyarmaton elrendelte a lakosság fegyvereinek kötelező beszolgáltatását, azonban a polgárok ezt szabotálták, és a fegyvereket félreeső helyeket, pincékben, erdészlakokban és az elhagyott csendőrlaktanyában rejtették el. A zsupán érkezése főként a tisztviselők és a vasutasok körében okozott elkeseredést, mivel Losonc példája mutatta, hogy a város megszállása az elbocsátásukat, vagy akár kiutasításukat is maga után vonhatta. Aggodalmuk nem volt alaptalan, Bazovszky a magyar állomásfőnököt egy cseh származásúra cserélte, a vasutasokat pedig a cseh nyelv megtanulására kötelezték. Azokat a vasutasokat, akik tiltakozásul nem voltak hajlandóak felvenni a munkát, nyilvános botbüntetéssel sújtották.

### Az ellenállás kibontakozása és a támadás kidolgozása
A cseh erőkkel szembeni felkelés először a vasutasok körében fogant meg. Kezdetben az Ipartestület és a szociáldemokrata pártkör helységeiben tartották a gyűléseket az ellenállás megszervezéséről, azonban az összejöveteleket a csehszlovákok felszámolták, és a vasúti forgalom fenntartása érdekében a cseh parancsnok katonai igazgatást vezetett be, továbbá a magyar vasutasokat kényszerítették a munkába állásra. A megszállók intézkedései tovább háborította a vasúti dolgozókat, és a további gyűléseket a Sivító-telepen tartották.
1919. január 27-én történelmi gyűlést tartottak a vármegyeházán, melyen a város szinte minden társadalmi rétege képviseltette magát. Az ellenállásra buzdító beszédek után Pongrácz György vármegyei főjegyző és a szociáldemokrata Schuch István mozdonyvezető jelkép értékű kézfogására került sor, és kijelentették, hogy nem hajlandóak felesküdni a csehszlovák államra.
Másnap, január 28-án a vasutasok küldöttséget menesztettek Magyarnándorban állomásozó Vizy Zsigmond és Bajatz Rudolf századosokhoz, segítségüket kérni a csehszlovák erők kiüldözésére a városból. Vizy a vasutasok segélykérésére, Károlyi tiltását figyelmen kívül hagyva, riadóztatta az Ipoly-völgyében állomásozó alakulatokat, majd felvonultak Balassagyarmat határába.

## A felkelés
Az ostrom végül délutánig elhúzódott, ugyanis a védők heves ellenállása következtében a magyarnándori katonák komoly veszteségeket szenvedtek, és egy időre vissza is vonultak; ezekben a válságos órákban a hős balassagyarmati polgárok tartották a magyar állásokat, a délutáni órákra visszatérő katonák pedig az iglói géppuskásokkal kiegészülve már elegendő erőt mutattak ahhoz, hogy a csehek kitűzzék a fehér zászlót. Ezzel egy időben a város polgárai másutt is utcai harcba bocsátkoztak a megszállókkal, akik Augustin Lauka halála után visszamenekültek az Ipoly túlpartjára. Mire az este leszállt, Balassagyarmat középületein ismét magyar zászló lengett, a győzelem és a nógrádi városka visszavétele után szerveződő ellenállás pedig a losonci parancsnokságot is rémülettel töltötte el.

## Áldozatok

### Magyar részről
- Czakó Balázs, katona
- Dancsok Ferenc, tizedes
- Havaj József, 26 éves kőműves
- Hrubecz Márton, 24 éves kőművessegéd
- Nagy József, szakaszvezető
- Petrovics József, 40 éves mozdonyfűtő
- Rózsa András, 40 éves vasúti kalauz
- Vancsó József, 28 éves bádogos
- Virág Lajos, őrvezető
- Weisz Sándor, 20 éves kereskedősegéd[4]

### Cseh–szlovák részről
- Augustin Lauka
- Matej Csakovszky csehszlovák katona
- Franz Zerzivi, 21 éves csehszlovák katona
- Stanislaus Hável, 22 éves csehszlovák katona
- Franz Pinous
- Gustav Ohloman
- Josef Eisner[4]

## Emléke
A felkelés során hősi halált haltak emlékére a képviselő-testület már a felszabadulás első évfordulóján határozatot hozott a méltó megünneplésre. Továbbá a hősök tiszteletére 1922. október 29-én a városháza falán felavatták a Keviczky Hugó által készített turulmadaras emléktáblát, melyen részt vett és beszédet is mondott Horthy Miklós kormányzó is. Ezt követően a polgárok évente megünnepelték a január 29-i felszabadulást, a városi gimnázium diákjai pedig karbantartották az elhunyt magyar és cseh katonák sírjait a temetőben.
A szocializmus alatt az ünnepnapot betiltották, az 1940-es évek végén a városháza emléktábláját megfordították, üres oldalára új szöveget véstek, és eltávolították róla a bronz turulmadarat. Az emléktáblát csupán a rendszerváltás után, 1991. november 15-én állították vissza az eredeti állapotába a Civitas Fortissima Kör kezdeményezésére, továbbá a városi képviselő-testület 1998-ban döntött a január 29-i ünnepnap visszaállításáról és a Civitas Fortissima azaz a Legbátrabb Város cím használatáról.
2002-ben avatták fel Párkányi Raab Péter Civitas Fortissima-emlékművét Balassagyarmat főterén, mely máig egyik fontos helyszíne a január 29-i megemlékezésnek. A cím törvényes használatáról 2004 decemberében Urbán Árpád országgyűlési képviselő törvényjavaslatot nyújtott be az Országgyűlés elé, melyet 2005. május 30-án, és emléktörvénybe foglaltak.
A csehek kiűzésének 90. évfordulóján, 2009-ben a város önkormányzata átkeresztelte a Köztársaság tér egy részét Civitas Fortissima térré, valamint a helyi születésű Matúz Gábor bemutatta a A legbátrabb város című dokumentumfilmjét. Ugyancsak az ő nevéhez fűződik az 1919-es eseményeket bemutató kiállítás, a Civitas Fortissima Múzeum 2011-es megalapítása, amit a bővülő gyűjtemény miatt 2015. január 29-én átköltöztették Huszár Aladár egykori villájába. Az országban nem csak Balassagyarmaton emeltek emlékművet a cseh megszállókat visszaszorító polgároknak. 2015. augusztus 21-én Törökbálinton kopjafát avattak a balassagyarmati és a kercaszomori hősök emlékére.
Az felkelés százéves évfordulójára az önkormányzat jubileumi emlékévet rendez, mely 2020. június 4-éig, a trianoni békeszerződés évfordulójáig tartott. Az emlékév alatt Kapa Mátyás regényt adott ki az 1919-es cselekményekről Maradj meg magyarnak címmel, külön erre az alkalomra Baráz Ádám, balassagyarmati születésű zeneszerző, zongoraművész majd tíz perces zongorára írt zeneművet komponált Civitas Fortissima 100' címmel, melyet Balassagyarmat városának ajánlott, valamint a város önkormányzata a centenáriumra megalapította a Civitas Fortissima Emlékérmet.